# Kel-Tec RFB
Das Kel-Tec RFB (englisch Rifle, Forward-ejection, Bullpup) ist ein Selbstladegewehr des amerikanischen Waffenherstellers Kel-Tec.

## Geschichte
Erstmals während der Shot Show im Jahr 2007 öffentlich vorgeführt, ging die Waffe auf einen Entwurf von George Kellgren, dem Chefdesigner von Kel-Tec zurück. Dieser hatte bereits zahlreiche Bullpup-Waffen entworfen, darunter die SUB-16, die aber wegen des 1994 in Kraft getretenen Federal Assault Weapons Ban nicht in die Massenproduktion gehen konnte.
Auf Grundlage der in diesem Zusammenhang gesammelten Erfahrungen initiierte Kel-tec jedoch im Jahr 2003 die Entwicklung eines präzisen Selbstladegewehrs mit langem Lauf und kompaktem Äußeren: dem späteren Kel-Tec RFB.
Im Verlauf der Arbeit im Jahr 2006 wurden die ursprünglich gewählten Modellbezeichnungen Sniper, Hunter und Battle in Target, Sporter und Carbine geändert.
Das RFB gibt es in den Kalibern 7,62 × 51 mm, 7,62 × 39 mm, 5,56 × 45 mm, 6,5 mm Grendel oder 6,8 mm Remington SPC.

## Beschreibung
Das RFB unterscheidet sich durch die Möglichkeit der vollständig beidhändigen Bedienung, kombiniert mit hoher Lauflänge und damit einhergehend guter Ballistik, von den meisten Waffen der damaligen Ära.
Das Gewehr ist ein Gasdrucklader mit kurzem Hub und Kippverschluss. Das Gassystem ist mit einem Regler ausgestattet, der sich an der Vorderseite des Gasblocks befindet.
Vorderschaft, Pistolengriff, Abzugseinheit, Magazinschacht und Verschlussabdeckung sowie die Schulterstütze bestehen aus schlagfestem Kunststoff. Das feldmäßige Zerlegen des RFB erfordert keine Werkzeuge, abgesehen von einer Patrone oder einem anderen spitzen Gegenstand, um die Verbindungsstifte herauszulösen.